# Steve Barnard
Pour les articles homonymes, voir Barnard.
Steve Barnard, plus connu sous le pseudonyme de Smiley, est un batteur anglais né le 10 janvier 1968 à Londres.

## Biographie
Il a été membre du groupe de l'ancien Clash Joe Strummer, The Mescaleros. Après la mort de Strummer en 2002, il travaille en studio et sur scène avec le collectif anglais de rock alternatif Archive.